# Teresztenye
Teresztenye község Borsod-Abaúj-Zemplén vármegyében, az Edelényi járásban. Zsáktelepülés.

## Fekvése
Teresztenye az egykori Torna vármegye területén, ma Borsod-Abaúj-Zemplén megyében található, a Putnoki-(Borsodi-)dombság és az Aggteleki-hegység találkozásánál.
Közúton Edelény felől, a 27-es főúton közelíthető meg: Szendrőládot, Szendrőt és Szalonnát elhagyva, még Perkupa előtt balra, Égerszög felé kell letérni a főútról. A több mint 10 kilométer hosszú, 26 109-es számú bekötőúton haladva, Szőlősardót elhagyva, a 26 111-es úton érkezhetünk Teresztenyére. Egy másik irányból, Rudabánya felől is megközelíthető, Felsőtelekesen át, illetve Aggtelek felől Trizs, Imola, Kánó irányából, de a településre közvetlenül bevezető útszakasz az összes említett megközelítési útvonal esetében a 26 111-es út.
Vonattal a Sajóecseg–Hídvégardó-vasútvonalról Perkupa megállóhelyen kell leszállni, ahonnan Volán-járattal lehet eljutni Teresztenyére.
A falu az Aggteleki-karsztvidékhez tartozó Galya-fennsík lábánál fekszik, a hegylábfelszínen kialakult mélyedésben. Itt tör felszínre a Teresztenyei-forrásbarlangból (Kinizsi-barlang), egy állandó vízhozamú forrás. Már az 1950-es évektől ismeretes, hogy a csak mintegy 80 méteren át járható – zárva tartott – barlangfolyosó mögött Magyarország egyik nagy, máig felfedezetlen, legalább 7 kilométeres járathosszúságú barlangrendszere húzódik meg. Ezt a tényt a környék víznyelőinek megfestésével tárták fel a barlangkutatók, azonban az agyagos, málló mészkőben kialakult vízfolyás olyan vertikális szakadékokon – szifonokon – át folyik, amelyek lehetetlenné tették a barlang feltárását. Mindenesetre, a patak állandó vízhozama, nevezetesen, hogy a legnagyobb záporok után sem nő meg a vízmennyisége, és a legnagyobb aszály idején sem csökken, arra enged következtetni, hogy a hegy alatt óriási karsztvíztározó barlang húzódik, amelynek csak a legalsó részén van egy szűk járat a forráspatak számára. A hegy mélyéből kifolyó víz mindig hűti a teresztenyei mélyedést, ahol rendszeresen hőmérsékleti inverzió – hideg légtó – alakul ki. A teresztenyei mélyedés bejáratánál a patak medre évszázadok óta szétterül és nádasnak ad helyet. Erről nyerte a nevét is a falu.

## Története
Teresztenyét okiratban először 1272-ben említik Trestene néven. Az elnevezés szláv eredetű, a trestené szó nádast jelent. Árpád-kori temploma műemléki jellegű, a falu fölé magasodik a hegyoldalon. A fakazettás mennyezetű református templom mai  formáját 1743-ban nyerte el.
A falu lakossága a feljegyzések szerint 1870-ben még 273 fő volt, azóta minden egyes népszámláláskor folyamatosan csökken a lakosságszám, 2000-ben már csak 38 volt, manapság (2006) pedig csak 29 fő. A 19. században és a 20. század elején a falu még virágzó mezőgazdasági település volt: több száz állatot, szarvasmarhát, lovat és sertést tartottak. A kedvezőtlen agyagos, lejtős talajt intenzíven, nehéz munkával művelték. A falut szilváskertek övezték.
A második világháború után a nagyüzemi gazdálkodás, a gépesítés munkaerőt szabadított fel: a férfiak zöme az Edelény környéki szénbányákban, ill. a rudabányai vasérc-kitermelésnél talált munkát, később a kazincbarcikai (berentei) vegyiműveknél. A háztáji gazdálkodás fokozatosan megszűnt, a fiatalok sorra elvándoroltak a faluból: Kazincbarcikára, Miskolcra. A környék szénbányáit a gazdaságtalan kitermelés miatt bezárták. A faluban maradt idős népesség nem bírta a hegyoldalakban elhelyezkedő kertek, gyümölcsösök művelését, a híres szilváskertek és szőlők nagy része elvadult. A mezőgazdasági privatizáció folytán a környező szántók művelése is esetlegessé vált. Teresztenye, mint a Galyaság többi kis települése (Tornakápolna, Varbóc, Égerszög) kezdett elnéptelenedni. Az Aggteleki Nemzeti Park határa a kis falu pereméig húzódik. Az eldugott hely (zsákfalu, amely a főközlekedési útvonalaktól messze esik), a háborítatlanság, amelyet a Nemzeti Park természetvédelme is erősít, a gyönyörű természeti környezet, a falu belső nyugalma (a környező észak-borsodi és abaúji falvaktól eltérő tökéletes közbiztonsága), az ott élő időskorú népesség állattartása, a közeli turisztikai látnivalók (Aggtelek, Jósvafő, a Bükk-vidék, a szlovákiai Szádelő-völgy, Kassa, Rozsnyó, Krasznahorka vára, Betlér, Dobsina és a Hernád-áttörés), együttesen hozzájárult ahhoz, hogy Teresztenye a vidék kiemelkedő falusi turizmus központjává válhatott. Ez a tény segít megőrizni és fenntartani ezt a kis falut eredeti szépségében.

## Közélete

### Polgármesterei
- 1990–1994: Szőr Dezső (független)[3]
- 1994–1998: Szőr Dezső (független)[4]
- 1998–2001: Bányai Lászlóné (független)[5]
- 2001–2002: Doma Miklósné (független)[6][7]
- 2002–2006: Doma Miklósné (független)[8]
- 2006–2009: Doma Miklósné (független)[9]
- 2009–2010: Brogli Attila (független)[10]
- 2010–2014: Brogli Attila (független)[11]
- 2014–2019: Brogli Attila (független)[12]
- 2019–2024: Brogli Attila (független)[13]
- 2024– : Brogli Attila (független)[1]

A településen 2001. október 27-én időközi polgármester-választást kellett tartani, mert az előző faluvezetőnek – még tisztázást igénylő okból – megszűnt a polgármesteri tisztsége.
2009. július 19-én újra időközi polgármester-választást tartottak Teresztenyén, ezúttal az előző polgármester halála miatt.

## Népesség
A település népességének változása:
| Lakosok száma | 27   | 27   | 39   | 28   | 21   | 27   | 21   |
|               | 2013 | 2014 | 2015 | 2021 | 2022 | 2023 | 2024 |

A 2001-es népszámlálás adatai szerint a település 29 lakosa magyar nemzetiségű volt.
A 2011-es népszámlálás során a lakosok 100%-a magyarnak, 4,8% lengyelnek, 4,8% németnek mondta magát (a kettős identitások miatt a végösszeg nagyobb lehet 100%-nál). A vallási megoszlás a következő volt: római katolikus 14,3%, református 47,6%, felekezeten kívüli 33,3%.
2022-ben a lakosság 76,2%-a vallotta magát magyarnak, 28,6% cigánynak, 4,8% németnek (23,8% nem nyilatkozott; a kettős identitások miatt a végösszeg nagyobb lehet 100%-nál). Vallásuk szerint 38,1% volt református, 4,8% felekezeten kívüli (57,1% nem válaszolt).

## Nevezetességei

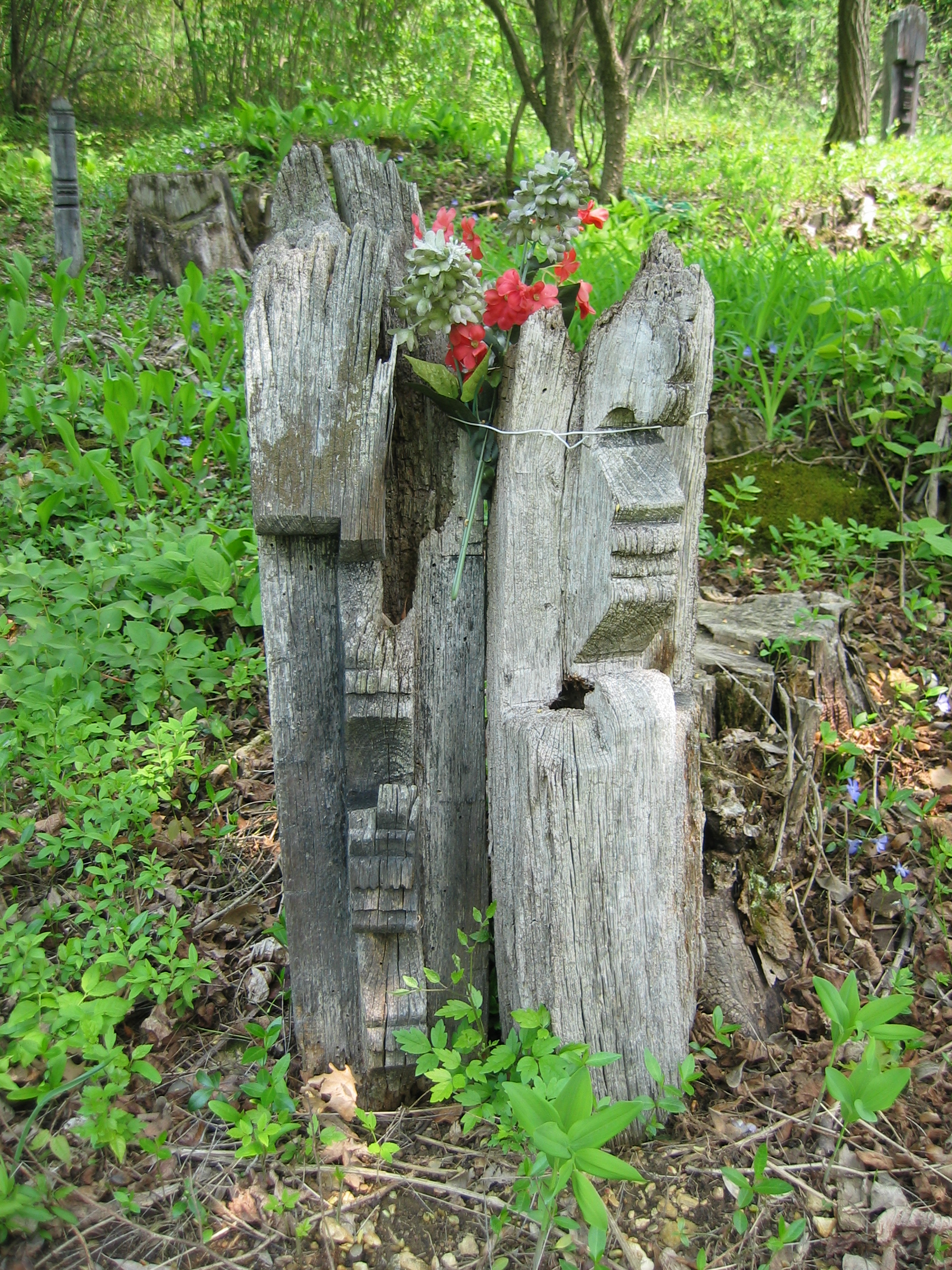
Faragott fejfák a teresztenyei temetőben

- Árpád-kori eredetű, református templom, fakazettás mennyezetével
- 1995-ben a településen található 11 barlangot az Aggteleki-karszt és a Szlovák-karszt többi barlangjával együtt az UNESCO a világörökség részévé nyilvánította. Ezek a barlangok a Borz-karszt-barlangja, a Büdös-lyuk, a Darázs-barlang, a Nárciszos-barlang, a Patkós-víznyelőbarlang, a Teresztenye 3. sz. barlang, a Teresztenyei-forrásbarlang, a Vadetetős-töbri-víznyelő, a Veszettárpás-víznyelő, a Vidics-barlang és a Vizetes-víznyelő.
- Sózó-kút
- A galyasági néprajzi táj építészeti jellegzetességét magán hordozó keskeny tornácos, kontytetős parasztházak
- Az Aggteleki-karszt jellegzetes dolináival és karsztbokorerdőivel borított tája
- Elvadult szilvások, szőlők találhatók a Nemzeti Park területén.
- Régi temetőjében hagyományos, régi, faragott fejfák találhatók.
- Teresztenyei Tanösvény

## Külső hivatkozások
- Teresztenye Önkormányzatának honlapja
- Teresztenye az utazom.com honlapján